# Patrick Allen
Pour les articles homonymes, voir Patrick Allen (acteur) et Allen.
Ne doit pas être confondu avec Patrick Alen.
Sir Patrick Linton Allen (né le 7 février 1951) est gouverneur général de Jamaïque depuis le 26 février 2009, succédant à Sir Kenneth Hall.

## Biographie
Allen est le quatrième des cinq enfants d'une famille d'agriculteurs de subsistance. Pendant plus de dix ans, il a été enseignant et directeur d'école avant de quitter le système éducatif pour être formé à la pastorale adventiste à l'université Andrews, aux États-Unis. Après être devenu pasteur, Allen a ensuite occupé divers postes de direction au sein de l'Église adventiste du septième jour, pour finalement devenir le chef de l'Union des adventistes du septième jour des Antilles, qui avait juridiction sur la Jamaïque, les Bahamas, les îles Caïmans, et les îles Turques-et-Caïques.
Allen est devenu le sixième gouverneur général de la Jamaïque (huitième au total, dont deux gouverneurs généraux par intérim). Il a remplacé Sir Kenneth O. Hall, qui a démissionné pour des raisons de santé. La nomination d'Allen était controversée en raison de ses liens étroits avec l'Église adventiste du septième jour et de ses préoccupations concernant l'impossibilité d'assister à des cérémonies le samedi en raison du strict respect du sabbat par sa foi. Allen a toutefois démissionné de son poste de dirigeant de l'Union des Indes occidentales avant de devenir gouverneur général.

## Source
- (en) Biographie sur le site du gouvernement jamaïcain